# Per Jacob Fischer
Per Jacob Fischer, född den 2 december 1815 i Stora Mellösa, död 1891, var en svensk affärsman, brukspatron och grosshandlare.
Fischer var son till en komminister och dennes hustru, och mycket lite är känt om hans ungdom. Han gifte sig med Anna Charlotta Stenbäck och fick med henne barnen Anna Paulina Christina, född 1848 i Eskilstuna och senare gift friherrinna De Geer af Finspång, och Agnes Victoria Maria, född 1854 i Stockholm. I Post och inrikes tidningar 1848 nämns han som handlande från Eskilstuna.  Fischer flyttade till Stockholm under 1850-talet och han köpte Lillsveds herrgård på Värmdö 1858 för 15 000 riksdaler riksmynt, vilken han byggde till då han uppförde en stor mangårdsbyggnad av sten. Han sålde dock herrgården redan 1862 för 65 000 riksdaler riksmynt. 1875 köpte han Oppboga bruk med verksamhet i Oppboga och Frötuna, varför familjen flyttade till Frötuna. Bruket stannade i Fischers ägo till han död 1891, varvid hans måg ärvde bruket.